# Орлецы (посёлок, Архангельская область)
Орлецы́ — посёлок в Холмогорском районе Архангельской области. Входит в состав Матигорского сельского поселения.

## География
Посёлок расположен на правом берегу Северной Двины, напротив одноименной деревни.

## История
Известковые карьеры, расположенные на правом берегу Северной Двины, напротив деревни Орлецы известны с XIV века.
Посёлок основан в 30-е годы XX века как центр Орлецкого леспромхоза. В конце 50-х годов XX века центр леспромхоза был перенесен в посёлок Зелёный Городок.
С 2004 года по 2015 год посёлок входил в состав Копачёвского сельского поселения.
Законом Архангельской области от 28 мая 2015 года № 290-17-ОЗ было упразднено муниципальное образование «Копачёвское», а посёлок вошёл в состав Матигорского сельского поселения.

## Население
| 2002 | 2010 | 2012 |
| ---- | ---- | ---- |
| 228  | ↘154 | ↗202 |